# 前測度
数学の分野における前測度（ぜんそくど、英: pre-measure）とは、ある意味において、ある与えられた空間上の「真の」測度の前身となる測度である。実際、測度論における基本定理では、すべての前測度は測度へと拡張することができると述べられている。

## 定義
R を、ある固定された集合 X に対する（相対差について閉じている）部分環とし、μ0: R → [0, +∞] を集合関数とする。μ0 が前測度であるとは、
{\displaystyle \mu _{0}(\emptyset )=0}
が成り立ち、また、合併が R に属するようなすべての互いに素な集合の可算列 {An} に対して
{\displaystyle \mu _{0}\left(\bigcup _{n=1}^{\infty }A_{n}\right)=\sum _{n=1}^{\infty }\mu _{0}(A_{n})}
が成り立つことをいう。2つ目の性質はσ-加法性と呼ばれる。
したがって、前測度が測度となる上で欠けている点とは、それが必ずしもσ-代数（あるいはσ-環）上で定義されてはいないということである。

## 拡張定理
空間 X のすべての部分集合上で定義されるような外測度へと、前測度は極めて自然に拡張されることが分かる。より正確に、μ0 が空間 X の部分集合環 R 上で定義される前測度であるなら、
{\displaystyle \mu ^{*}(S)=\inf \left\{\left.\sum _{n=1}^{\infty }\mu _{0}(A_{n})\right|A_{n}\in R,S\subseteq \bigcup _{n=1}^{\infty }A_{i}\right\}}
で定義される集合関数 μ∗ は X 上の外測度であり、カラテオドリ可測集合の σ-代数 Σ 上で μ∗ により導かれる測度 μ は、{\displaystyle A\in R} に対して {\displaystyle \mu (A)=\mu _{0}(A)} を満たす（特に、Σ は R を含む）。
（この記事で用いられている語には、別の用法がいくつか存在することに注意されたい。例えば Rogers (1998) では、この記事における「外測度」のことは「測度」と呼ばれている。外測度は σ-加法的でないこともあり得るため、一般的には測度とは異なる）。